# Gran Premi de Bèlgica del 2005
Resultats del Gran Premi de Bèlgica de Fórmula 1 de la temporada 2005, disputat al circuit de Spa Francorchamps, l'onze de setembre del 2005.

## Resultats
| Pos | No | Pilot                | Equip               | Voltes | Temps/ Retirada | Pos. de sortida | Punts |
| --- | -- | -------------------- | ------------------- | ------ | --------------- | --------------- | ----- |
| 1   | 9  | Kimi Räikkönen       | McLaren - Mercedes  | 44     | 1h 30' 01. 295  | 2               | 10    |
| 2   | 5  | Fernando Alonso      | Renault             | 44     | + 28.3 s        | 4               | 8     |
| 3   | 3  | Jenson Button        | BAR - Honda         | 44     | + 32.0 s        | 8               | 6     |
| 4   | 7  | Mark Webber          | Williams - BMW      | 44     | + 1' 09.1 min.  | 9               | 5     |
| 5   | 2  | Rubens Barrichello   | Ferrari             | 44     | + 1' 18.1 min.  | 12              | 4     |
| 6   | 11 | Jacques Villeneuve   | Sauber - Petronas   | 44     | + 1' 27.4 min.  | 14              | 3     |
| 7   | 17 | Ralf Schumacher      | Toyota              | 44     | + 1' 27.5 min.  | 5               | 2     |
| 8   | 18 | Tiago Monteiro       | Jordan - Toyota     | 43     | + 1 Volta       | 19              | 1     |
| 9   | 15 | Christian Klien      | Red Bull - Cosworth | 43     | + 1 Volta       | 16              |       |
| 10  | 12 | Felipe Massa         | Sauber - Petronas   | 43     | + 1 Volta       | 7               |       |
| 11  | 19 | Narain Karthikeyan   | Jordan - Toyota     | 43     | + 1 Volta       | 20              |       |
| 12  | 21 | Christijan Albers    | Minardi - Cosworth  | 42     | + 2 Voltes      | 18              |       |
| 13  | 20 | Robert Doornbos      | Minardi - Cosworth  | 41     | + 3 Voltes      | 17              |       |
| 14  | 10 | Juan Pablo Montoya   | McLaren - Mercedes  | 40     | + 4 Voltes      | 1               |       |
| 15  | 8  | Antônio Pizzonia     | Williams - BMW      | 39     | + 5 Voltes      | 15              |       |
| Ret | 16 | Jarno Trulli         | Toyota              | 34     | Accident        | 3               |       |
| Ret | 14 | David Coulthard      | Red Bull - Cosworth | 18     | Motor           | 11              |       |
| Ret | 1  | Michael Schumacher   | Ferrari             | 13     | Accident        | 6               |       |
| Ret | 4  | Takuma Sato          | BAR - Honda         | 13     | Accident        | 10              |       |
| Ret | 6  | Giancarlo Fisichella | Renault             | 10     | Accident        | 13              |       |

## Altres
- Pole: Juan Pablo Montoya 1' 46. 391

- Volta ràpida: Ralf Schumacher 1' 51. 453 (a la volta 44)